# Cooperativa Cinema Indipendente
La Cooperativa Cinema Indipendente, anche conosciuta con la sigla CCI, fu una organizzazione non a scopo di lucro fondata nel 1967 a Napoli, ma trasferitasi presto a Roma, con lo scopo di radunare e distribuire i film e gli autori del cinema sperimentale e underground italiano, traendo ispirazione da quanto già fatto da altre strutture simili nel mondo come la Film-Makers' Cooperative di New York o la London Film-Makers' Co-op.

## Storia della Cooperativa Cinema Indipendente
Già nei primi anni '60 si era risvegliata anche in Italia una forte attenzione per il cinema sperimentale e per il cinema d'artista, spesso prodotto su piccoli formati, come il 16 millimetri o il super 8, la cui diffusione favorì enormemente la produzione di film d'amatore, rendendo la produzione filmica alla portata di produzioni a budget molto bassi. Lo svilupparsi di tali specificità portò presto alla necessità di distribuire le produzioni degli artisti, che sempre più si cimentavano in questo contesto. Il modello distributivo americano del cinema sperimentale della The Film-Makers' Cooperative di New York, si diffuse sempre più nel mondo occidentale, fornendo anche all'Italia un esempio a cui ispirarsi.
Nel 1967 nasce a Napoli la Cooperativa Cinema Indipendente, con lo scopo di aggregare i filmmaker italiani e favorirne la distribuzione dei film in quel circuito potenziale che Alfredo Leonardi descriveva come una rete formata da "decine di migliaia di circoli del cinema, circoli culturali, associazioni di ogni genere che hanno un proiettore 16mm, oppure che hanno una stanza, perché il proiettore lo portiamo noi". La cooperativa si trasferì presto a Roma, dove iniziò una fervida collaborazione con il Cine Club Filmstudio, fondato nello stesso anno e destinato a divenire, negli anni a venire, uno dei luoghi privilegiati per la presentazione e diffusione del cinema underground italiano ed internazionale.
Fra i fondatori vanno ricordati Massimo Bacigalupo, Gianfranco Baruchello, Alfredo Leonardi, Adamo Vergine, Tonino De Bernardi, Guido Lombardi e Anna Lajolo .
Alcuni artisti che realizzarono o parteciparono ai film del CCI furono Massimo Bacigalupo, Mario Schifano, Franco Angeli, Pierre Clémenti, Carlo Cecchi, Gerard Malanga, Tano Festa, Sandro Penna, i The Rolling Stones e Jean-Luc Godard.